# Arroyo Parado
Arroyo Parao , es un arroyo del Departamento de Treinta y Tres, Uruguay.
El principal motivo que el fundador de Vergara -José Fernándes Vergara-tuvo para establecer el pueblo en este preciso lugar, fue la proximidad con el arroyo, conocido ya por aquel entonces (año 1890) como Parao o Parado.
De sus riberas se extraería la arena, de su lecho el canto rodado, del monte la madera y de sus bañados la paja, para las primeras y posteriores construcciones. De su cauce saldría ese vital elemento que es el agua, que llenaría los barriles de los aguateros que la vendían en la población.
Nace en la cuchilla de tercer orden denominada del Arbolito, que viene a ser una bifurcación de la cuchilla de segundo orden limitante al norte y al este de la cuenca del arroyo que describimos, se extiende hacia el sudeste y rinde sus aguas al Cebollatí por la orilla izquierda de este río. Sus cabeceras se encuentran en Cerro Largo sirviendo de límites entre este departamento y el de Treinta y Tres hasta la confluencia del arroyito de las Cañas que descarga en el Parao por su margen izquierda.
Sus principales afluentes son: el arroyo Leoncho, designado en los mapas con el nombre de Hurtado, que desemboca en él como 3 kilómetros para arriba, margen derecha del paso Real; el arroyo de Otazo, su más notable tributario, que por igual ribera le lleva sus abundantes aguas, a 23 kilómetros para arriba del puerto Peludo, que es hasta donde puede navegarse el Parao ascendiéndolo; el arroyito del Sauce, que se echa en él también por la derecha, a 12 kilómetros para abajo de la barra del Corrales; el Arroyo Corrales, por igual orilla (llamado Corrales del Parao para distinguirlo del Corrales del Cebollatí), que se echa en el Parao a 5 kilómetros hacia abajo del paso de Píriz; el arroyo de las Cañitas, también conocido por de La Plata, que le tributa sus precarias aguas más abajo de la barra del arroyo Guazunambí en el Parao; el Arroyito, que desemboca en la ciudad de Vergara; Guazunambí y el Cañas por la izquierda, por cuya costa sus afluentes son pocos y de insignificante importancia. Entre los vados principales del Parao están el De Los Carros, a l5 kilómetros para abajo de las fuentes de este arroyo y l5 para arriba de la barra del Guazunambí; el Paso Real, el Paso de Píriz y la picada de Laura, inmediata al puerto Peludo.
En el rincón que forman el Cebollatí con el Parao, se encuentran las islas conocidas por del Parao y del Padre. Por último, hacia el curso inferior del Parao y sobre su orilla derecha se levanta un núcleo poblado llamado Vergara o pueblecito del Parao. Como punto dominante de la zona regada por el arroyo del Parao, citaremos el cerro del Vicheadero, que culmina la cuchilla que al N. y al E. limita su cuenca, cuya eminencia dista l2 kilómetros de las márgenes del Parao.

## Toponimia
El nombre original dado por los primeros geógrafos, fue Parado, refiriéndose sin dudas a la lentitud de su transcurso por el cauce. Con el devenir del tiempo, el lenguaje popular fue consolidando su denominación como “Parao”, que es como se lo designa en nuestros días.

## Fuente de vida
El Parao fue tan importante para el pueblo de Vergara, que ni bien este comenzó a poblarse -1891- aquel fue creando personajes en función de lo que cada individuo podía obtener de él. Lavanderas, pescadores, carboneros, aguateros, vendedores de atados de leña, monteadores, areneros, el concesionario del peaje, el botero, o quienes buscaban un simple motivo de recreo, trabaron una indisoluble relación con el arroyo.
Tanto fue así que la costumbre por sí sola no fue suficiente y la autoridad tuvo que regular su uso. Todos los años al comenzar los calores, se editaba un reglamento de baños para que hombres y mujeres no se mezclasen en las aguas y estuvieran tan distantes unos de otros que ni siquiera pudieran verse.
En 1908 comienza a licitarse entre particulares el cobro del peaje en el Paso del Parao, hasta 1913 en que se construye el primer puente.
El 6 de octubre de 1910, la Junta Local pone un aviso: “Prohíbese el lavadero en la zanja punto céntrico de este Pueblo, conocida como el Charco, designando como lavadero público, 50 metros para abajo del Parado, hasta la calle Graciana Gómes”.
En 1920, se prohíbe terminantemente dar agua y bañar a animales o personas del lado de arriba del Paso Real del arroyo Parao por ser el lugar de donde los aguadores proveen al público.
La siguiente semblanza de Rubén Correa Silvera, revive un personaje típico vinculado al Parao; un aguatero en el año 1920.